# Chemtschik
Der Chemtschik (russisch Хемчик; tuwinisch Кемчик, Kemtschik) ist ein 320 Kilometer langer linker Nebenfluss des Jenissei in der südsibirischen Republik Tuwa (Russland).

## Verlauf
Der Chemtschik entspringt auf etwa 2750 m an der Ostflanke des dort über 3100 m hohen Schapschal-Kammes, der im Osten des Russischen Altais die Grenze zwischen Tuwa und der Republik Altai bildet. Er fließt in östlichen Richtungen in einem zunächst engen Tal, das sich dann oberhalb des Dorfes Teeli im Westteil des Tuwinischen Beckens erweitert. In der Steppenlandschaft, dort auch Chemtschik-Becken genannt, eingerahmt von Westsajan im Norden und Tannu-ola-Gebirge im Süden, verläuft er weiter in nordöstlicher Richtung vorbei an der Kleinstadt Ak-Dowurak und den Rajonverwaltungszentren Kysyl-Maschalyk und Sug-Aksy (früher Sut-Chol). Auf diesem Abschnitt hat der Fluss eine langsamere Strömung, mäandriert stellenweise und bildet Arme.
Im Unterlauf verlässt der Fluss die Hochebene, nimmt wieder den Charakter eines schnell fließenden Gebirgsflusses an und durchschneidet den Chemtschik-Gebirge genannten Teil des Westsajan in einem engen, felsigen Tal. Er mündet schließlich in den Sajano-Schuschensker Stausee des Jenissei. Der unterste Flussabschnitt liegt je nach Wasserstand auf mehr als zehn Kilometern im Staubereich. Oberhalb des Stausees ist der Chemtschik über 100 Meter breit und zwei Meter tief, die Fließgeschwindigkeit beträgt dort 3,0 m/s.
Die bedeutendsten Nebenflüsse sind von rechts Barlyk und Tschadan, weitere Tschon-Chem, Tschinge-Chem, Tschyrgaky und Kara-Sug, sowie von links Alasch und Ak-Sug, weitere Kleiner Chemtschik (Maly Chemtschik), Tschindosyn und Aldy-Ischkin.

## Hydrologie
Das Einzugsgebiet des Flusses umfasst 27.000 km².
Der mittlere jährliche Abfluss beträgt am Pegel 59 Kilometer oberhalb der Mündung 101 m³/s bit einem minimalen Monatsmittel von 26,1 m³/s im Februar und einem maximalen Monatsmittel von 246 m³/s im Juli. Der Fluss gefriert von November bis Ende April / Anfang Mai.

## Nutzung und Infrastruktur
Der Chemtschik ist nicht schiffbar. Im Bereich des Mittellaufes, im relativ trockenen Chemtschik-Becken, dienen der Chemtschik und einige seiner Nebenflüsse der Bewässerung, zu deren Zweck kleinere Bewässerungskanäle angelegt wurden.
Durch das Chemtschik-Tal verläuft ab Teeli auf einem längeren Abschnitt die Fernstraße A162 nach Kysyl. Sie überquert den Fluss zweimal, zunächst oberhalb des Dorfes Aldyn-Bulak, denn wechselt sie Ak-Dowurak und Kysyl-Maschalyk wieder auf das rechte Flussufer. Dort zweigt auch die A161 in Richtung Abasa und Abakan ab, die westliche der zwei Straßenverbindungen von Tuwa in die nördlicher gelegenen Gebiete Russlands.
Vom Oberlauf des Chemtschik quert mit 2534 m einer der niedrigsten Pässe den Schapschal-Kamm zwischen Tuwa und der westlichen Nachbarrepublik Altai. Jenseits des Passes entspringt der Sai-Gonysch, einer der Quellflüsse des rechten Tschulyschman-Nebenflusses Schawla im Flusssystem des Ob. Über den Pass verläuft jedoch nur ein Fahrweg; der jenseits des Passes liegende Ostteil der Republik Altai ist weitgehend unbesiedelt.